# Kuglespil
Kuglespil er et spil, hvor man kaster en eller flere kugler – enten efter et fast mål eller efter andre kugler.